# Gerhard Henkel
Gerhard Henkel (* 28. September 1943 in Fürstenberg, Westfalen) ist ein deutscher Geograph und emeritierter Universitätsprofessor der Universität Duisburg-Essen.

## Werdegang
Sein Studium der Geographie und Germanistik absolvierte Gerhard Henkel an den Universitäten in Münster, Würzburg und Köln. 1971 promovierte und 1976 habilitierte er. Er ist seit 1980 Professor für Geographie am Institut für Geographie der Universität Essen, seit 2003 Universität Duisburg-Essen. Sein Arbeitsschwerpunkt ist die Humangeographie mit besonderer Spezialisierung auf die  historische und aktuelle Land- und Dorfentwicklung. In den Medien wurde Gerhard Henkel als „Anwalt des ländlichen Raumes“ und „deutscher Dorfpapst“ bezeichnet.

## Schriften
- Geschichte und Geographie des Kreises Büren. Schöningh, Paderborn, 1974, ISBN 3-506-73840-2.
- Der Strukturwandel ländlicher Siedlungen in der Bundesrepublik Deutschland. Schöningh, Paderborn, 3. Aufl. 1982, ISBN 3-506-23507-9.
- Der ländliche Raum – Gegenwart und Wandlungsprozesse seit dem 19. Jahrhundert in Deutschland. Verlag Teubner, Stuttgart, 4. Aufl. 2004, ISBN 3-519-23430-0.
- Das Dorf. Landleben in Deutschland – gestern und heute.[6] Konrad Theiss Verlag, Stuttgart, 3. Aufl. 2015, ISBN 978-3-8062-2541-9.
- Rettet das Dorf!  Was jetzt zu tun ist. dtv, München 2016, ISBN 978-3-423-28102-7.